# Turn it on!
„Turn it on!” (stylizowane na, TURN IT ON!) – singiel rosyjskiego rapera Morgenshterna z udziałem rosyjskiej piosenkarki Palc, wydany 6 lutego 2019 roku przez Yoola Music. Premiera piosenki odbyła się chwilę przed trasą koncertową promującą drugi studyjny album Morgenshterna, Ulybnis, durak!.
Premiera teledysku do utworu, nakręconego na Cyprze, odbyła się 6 lutego 2019 r. na oficjalnym kanale Morgenshterna na YouTube.

## Pozycję na listach
| Lista (2019)         | Najwyższa pozycja |
| -------------------- | ----------------- |
| Świat (Zvooq.online) | 5                 |
| Rosja (VKontakte)    | 10                |